# 華盛頓鎮區 (阿肯色州范布倫縣)
華盛頓鎮區（英語：Washington Township）是位於美國阿肯色州范布倫縣的一個行政鎮區。

## 地方資料
華盛頓鎮區的面積為159.63平方千米，當中陸地面積為159.24平方千米，而水域面積為0.39平方千米。根據2010年美國人口普查的數據，當地共有人口850人，而人口密度為每平方千米5.32人。